# Joaquim Febrer i Carbó
Joaquim Febrer i Carbó (Benicarló, 1893 - Barcelona, 1970) va ser un astrònom, matemàtic i meteoròleg català. Catedràtic d'astronomia a la Universitat de Barcelona des del 1931, fou director de l'Observatori Fabra des del 1958, treballà al Servei Meteorològic de Catalunya des del 1921 i presidí la Societat Astronòmica d'Espanya i Amèrica. Escrigué diversos llibres.